# Ебнат
Ебнат (нім. Ebnath) — громада в Німеччині, розташована в землі Баварія. Підпорядковується адміністративному округу Верхній Пфальц. Входить до складу району Тіршенройт. Складова частина об'єднання громад Нойзорг.
Площа — 11,03 км2. Населення становить 1260 ос. (станом на 31 грудня 2020).